# Heineken Open 2001 - Qualificazioni singolare
Le qualificazioni del singolare  dell'Heineken Open 2001 sono state un torneo di tennis preliminare per accedere alla fase finale della manifestazione. I vincitori dell'ultimo turno sono entrati di diritto nel tabellone principale. In caso di ritiro di uno o più giocatori aventi diritto a questi sono subentrati i lucky loser, ossia i giocatori che hanno perso nell'ultimo turno ma che avevano una classifica più alta rispetto agli altri partecipanti che avevano comunque perso nel turno finale.
Le qualificazioni del torneo Heineken Open 2001 prevedevano 32 partecipanti di cui 4 sono entrati nel tabellone principale.

## Teste di serie
1. Markus Hantschk (primo turno)
2. Karol Kučera (secondo turno)
3. Jiří Vaněk (primo turno)
4. Hyung-Taik Lee (primo turno)

1. German Puentes-Alcaniz (primo turno)
2. Andrea Gaudenzi (Qualificato)
3. Yong-Il Yoon (primo turno)
4. Michael Russell (Qualificato)

## Qualificati
1. Glenn Weiner
2. Andrea Gaudenzi

1. Michael Russell
2. Marzio Martelli

## Tabellone

### Legenda
| - Q = Qualificato - WC = Wild card - LL = Lucky loser | - ALT = Alternate - SE = Special Exempt - PR = Protected Ranking | - w/o = Walkover - r = Ritirato - d = Squalificato |

### Sezione 1
|  | Primo turno                | Primo turno                | Primo turno     | Primo turno | Primo turno |  |  | Secondo turno              | Secondo turno              | Secondo turno    | Secondo turno    | Secondo turno    |   |   | Ultimo turno | Ultimo turno | Ultimo turno | Ultimo turno | Ultimo turno |  |
|  |                            |                            |                 |             |             |  |  |                            |                            |                  |                  |                  |   |   |              |              |              |              |              |  |
|  |                            | Glenn Weiner               | Glenn Weiner    | 7           | 6           |  |  |                            |                            |                  |                  |                  |   |   |              |              |              |              |              |  |
|  | 1                          | Markus Hantschk            | Markus Hantschk | 610         | 4           |  |  | Glenn Weiner               | Glenn Weiner               | 6                | 4                | 6                |   |   |              |              |              |              |              |  |
|  | Salvador Navarro-Gutierrez | Salvador Navarro-Gutierrez | 4               | 6           | 6           |  |  | Salvador Navarro-Gutierrez | Salvador Navarro-Gutierrez | 4                | 6                | 4                |   |   |              |              |              |              |              |  |
|  | Jeff Salzenstein           | Jeff Salzenstein           | 6               | 3           | 4           |  |  |                            |                            |                  |                  |                  |   |   | Glenn Weiner | Glenn Weiner | Glenn Weiner | 6            | 6            |  |
|  | Mariano Hood               | Mariano Hood               | 6               | 4           | 6           |  |  |                            |                            | Marcus Sarstrand | Marcus Sarstrand | Marcus Sarstrand | 4 | 3 |              |              |              |              |              |  |
|  | Mashiska Washington        | Mashiska Washington        | 2               | 6           | 1           |  |  | Mariano Hood               | Mariano Hood               | Mariano Hood     | 3                | 3                |   |   |              |              |              |              |              |  |
|  |                            | Marcus Sarstrand           | 1               | 6           | 6           |  |  | Marcus Sarstrand           | Marcus Sarstrand           | Marcus Sarstrand | 6                | 6                |   |   |              |              |              |              |              |  |
|  | 7                          | Yong-Il Yoon               | 6               | 1           | 2           |  |  |                            |                            |                  |                  |                  |   |   |              |              |              |              |              |  |

### Sezione 2
|  | Primo turno             | Primo turno             | Primo turno          | Primo turno | Primo turno |  |  | Secondo turno | Secondo turno           | Secondo turno           | Secondo turno   | Secondo turno   |   |   | Ultimo turno | Ultimo turno            | Ultimo turno            | Ultimo turno | Ultimo turno |  |
|  |                         |                         |                      |             |             |  |  |               |                         |                         |                 |                 |   |   |              |                         |                         |              |              |  |
|  | 2                       | Karol Kučera            | Karol Kučera         | 7           | 6           |  |  |               |                         |                         |                 |                 |   |   |              |                         |                         |              |              |  |
|  |                         | James Greenhalgh        | James Greenhalgh     | 5           | 4           |  |  | 2             | Karol Kučera            | Karol Kučera            | 3               | 65              |   |   |              |                         |                         |              |              |  |
|  | Juan-Albert Viloca-Puig | Juan-Albert Viloca-Puig | 7                    | 4           | 6           |  |  |               | Juan-Albert Viloca-Puig | Juan-Albert Viloca-Puig | 6               | 7               |   |   |              |                         |                         |              |              |  |
|  | Robert Kendrick         | Robert Kendrick         | 63                   | 6           | 4           |  |  |               |                         |                         |                 |                 |   |   |              | Juan-Albert Viloca-Puig | Juan-Albert Viloca-Puig | 6            | 2r           |  |
|  | Jean-Michel Péquery     | Jean-Michel Péquery     | Jean-Michel Péquery  | 6           | 6           |  |  |               |                         | 6                       | Andrea Gaudenzi | Andrea Gaudenzi | 4 | 5 |              |                         |                         |              |              |  |
|  | Melvyn Op Der Heijde    | Melvyn Op Der Heijde    | Melvyn Op Der Heijde | 1           | 3           |  |  |               | Jean-Michel Péquery     | Jean-Michel Péquery     | 1               | 4               |   |   |              |                         |                         |              |              |  |
|  | 6                       | Andrea Gaudenzi         | Andrea Gaudenzi      | 6           | 6           |  |  | 6             | Andrea Gaudenzi         | Andrea Gaudenzi         | 6               | 6               |   |   |              |                         |                         |              |              |  |
|  |                         | Johan Örtegren          | Johan Örtegren       | 3           | 2           |  |  |               |                         |                         |                 |                 |   |   |              |                         |                         |              |              |  |

### Sezione 3
|  | Primo turno          | Primo turno          | Primo turno          | Primo turno | Primo turno |  |  | Secondo turno        | Secondo turno        | Secondo turno | Secondo turno   | Secondo turno |   |   | Ultimo turno | Ultimo turno         | Ultimo turno | Ultimo turno | Ultimo turno |  |
|  |                      |                      |                      |             |             |  |  |                      |                      |               |                 |               |   |   |              |                      |              |              |              |  |
|  |                      | Olivier Patience     | Olivier Patience     | 6           | 6           |  |  |                      |                      |               |                 |               |   |   |              |                      |              |              |              |  |
|  | 3                    | Jiří Vaněk           | Jiří Vaněk           | 3           | 2           |  |  | Olivier Patience     | Olivier Patience     | 5             | 6               | 3             |   |   |              |                      |              |              |              |  |
|  | Oscar Burrieza-Lopez | Oscar Burrieza-Lopez | Oscar Burrieza-Lopez | 6           | 6           |  |  | Oscar Burrieza-Lopez | Oscar Burrieza-Lopez | 7             | 3               | 6             |   |   |              |                      |              |              |              |  |
|  | Sergio Roitman       | Sergio Roitman       | Sergio Roitman       | 3           | 3           |  |  |                      |                      |               |                 |               |   |   |              | Oscar Burrieza-Lopez | 6            | 64           | 0            |  |
|  | Johan Settergren     | Johan Settergren     | Johan Settergren     | 6           | 6           |  |  |                      |                      | 8             | Michael Russell | 4             | 7 | 6 |              |                      |              |              |              |  |
|  | Lee Radovanovich     | Lee Radovanovich     | Lee Radovanovich     | 1           | 3           |  |  |                      | Johan Settergren     | 0             | 6               | 1             |   |   |              |                      |              |              |              |  |
|  | 8                    | Michael Russell      | Michael Russell      | 7           | 6           |  |  | 8                    | Michael Russell      | 6             | 1               | 6             |   |   |              |                      |              |              |              |  |
|  |                      | Alistair Hunt        | Alistair Hunt        | 5           | 3           |  |  |                      |                      |               |                 |               |   |   |              |                      |              |              |              |  |

### Sezione 4
|  | Primo turno     | Primo turno            | Primo turno            | Primo turno | Primo turno |  |  | Secondo turno    | Secondo turno    | Secondo turno    | Secondo turno    | Secondo turno    |   |   | Ultimo turno    | Ultimo turno    | Ultimo turno    | Ultimo turno | Ultimo turno |  |
|  |                 |                        |                        |             |             |  |  |                  |                  |                  |                  |                  |   |   |                 |                 |                 |              |              |  |
|  |                 | Federico Luzzi         | Federico Luzzi         | 6           | 6           |  |  |                  |                  |                  |                  |                  |   |   |                 |                 |                 |              |              |  |
|  | 4               | Hyung-Taik Lee         | Hyung-Taik Lee         | 3           | 4           |  |  | Federico Luzzi   | Federico Luzzi   | 7                | 2                | 1                |   |   |                 |                 |                 |              |              |  |
|  | Marzio Martelli | Marzio Martelli        | 6                      | 3           | 7           |  |  | Marzio Martelli  | Marzio Martelli  | 63               | 6                | 6                |   |   |                 |                 |                 |              |              |  |
|  | Robert Cheyne   | Robert Cheyne          | 4                      | 6           | 5           |  |  |                  |                  |                  |                  |                  |   |   | Marzio Martelli | Marzio Martelli | Marzio Martelli | 7            | 6            |  |
|  | Gastón Etlis    | Gastón Etlis           | 3                      | 7           | 6           |  |  |                  |                  | Filippo Volandri | Filippo Volandri | Filippo Volandri | 5 | 0 |                 |                 |                 |              |              |  |
|  | Scott Barron    | Scott Barron           | 6                      | 62          | 4           |  |  | Gastón Etlis     | Gastón Etlis     | 6                | 63               | 0r               |   |   |                 |                 |                 |              |              |  |
|  |                 | Filippo Volandri       | Filippo Volandri       | 6           | 6           |  |  | Filippo Volandri | Filippo Volandri | 1                | 7                | 3                |   |   |                 |                 |                 |              |              |  |
|  | 5               | German Puentes-Alcaniz | German Puentes-Alcaniz | 2           | 2           |  |  |                  |                  |                  |                  |                  |   |   |                 |                 |                 |              |              |  |